# Christoffelpark
Christoffelpark is een nationaal park en natuurgebied in het noordwesten van het eiland Curaçao (Bandabou). De weg naar Westpunt loopt dwars door het park.
Aan noordzijde van het park ligt sinds 1994 nationaal park Shete Boka.

## Geografie
Het grootste deel van het park wordt gevormd door de landerijen van drie voormalige plantages rond Savonet (midden en oosten), Zorgvlied (of Zorgvliet; noordwesten) en Zevenbergen (of 'Shete Seru'; zuidwesten). De ruïnes van de landhuizen Jeremi, San Hironimo (Sint Hyronimus of Hironimus) en Wacao en de nog bestaande landhuizen Knip (Kenepa) en Santa Cruz grenzen aan het park.
Centraal ligt de Sint-Christoffelberg, die met 377 meter het hoogste punt van Curaçao vormt. De naam van berg en park verwijzen naar de ontdekkingsreiziger Christoffel Columbus. Binnen het park liggen ook de bergtoppen Seru Bientu, Seru Gracia en Seru Tinta. De Sint Hieronymus Tafelberg ligt er echter buiten.
Aan noordoostzijde ligt de baai Boka Grandi. In het oosten liggen een drietal grotten waaronder een druipsteengrot, waarvan de druipsteenzuilen echter deels verdwenen zijn door vroegere guanowinning. In een andere grot bevinden zich prehistorische rotstekeningen. Twee grotten zijn met hekken afgezet vanwege voortdurend vandalisme door bezoekers en om de aanwezige vleermuizen in de grot te beschermen.
Landhuis Savonet bevindt zich bij de ingang van het park aan noordzijde van de weg. Aan overzijde liggen restanten van het vroegere bijbehorende slavendorp.

## Geschiedenis

### Prehistorie
In de prehistorische periode woonden mensen in het gebied, maar onbekend is wanneer de eersten precies arriveerden in het park. Mogelijk was dit al tijdens de eerste migratiegolf (tussen ca. 3480 en ca. 2325 v.Chr.), de periode dat ook de rotstekeningen van Rooi Rincón zijn gedateerd. In het oostelijke deel van het park zijn namelijk grottekeningen teruggevonden in een van de Cueba of Kueba Bosá-grotten, die qua vormen op die van Rooi Rincón lijken al is de datering daarvan onbekend. De latere Arowakse Caquetio die tijdens de tweede golf tussen ca. 450 en 1405 naar het eiland kwamen hebben vermoedelijk het Curaçaos witstaarthert (Odocoileus virginianus curassavicus; een ondersoort van het witstaarthert) in het gebied geïntroduceerd. 

### Savonet, Zorgvlied en Zevenbergen
Plantage Savonet is een van de oudste plantages op Curaçao. In het landhuis bevindt zich een museum over de geschiedenis van de Arowakken en over de slavernij op de plantages. Het vroegere irrigatiesysteem van Savonet is nog redelijk intact. Door het hele park liggen vele putten, dammen en watermolens om het water vast te houden in het droge gebied.
Zorgvlied en Zevenbergen lagen hoger in de bergen dan Savonet. Omdat hier minder water beschikbaar was en de beschikbare hoeveelheid geschikte landbouwgrond veel kleiner waren ze vanaf het begin eigenlijk niet levensvatbaar en eigenlijk gedoemd om te worden verlaten, verkocht en te worden samengevoegd met grotere plantages om slechts als veegrond te kunnen dienen."

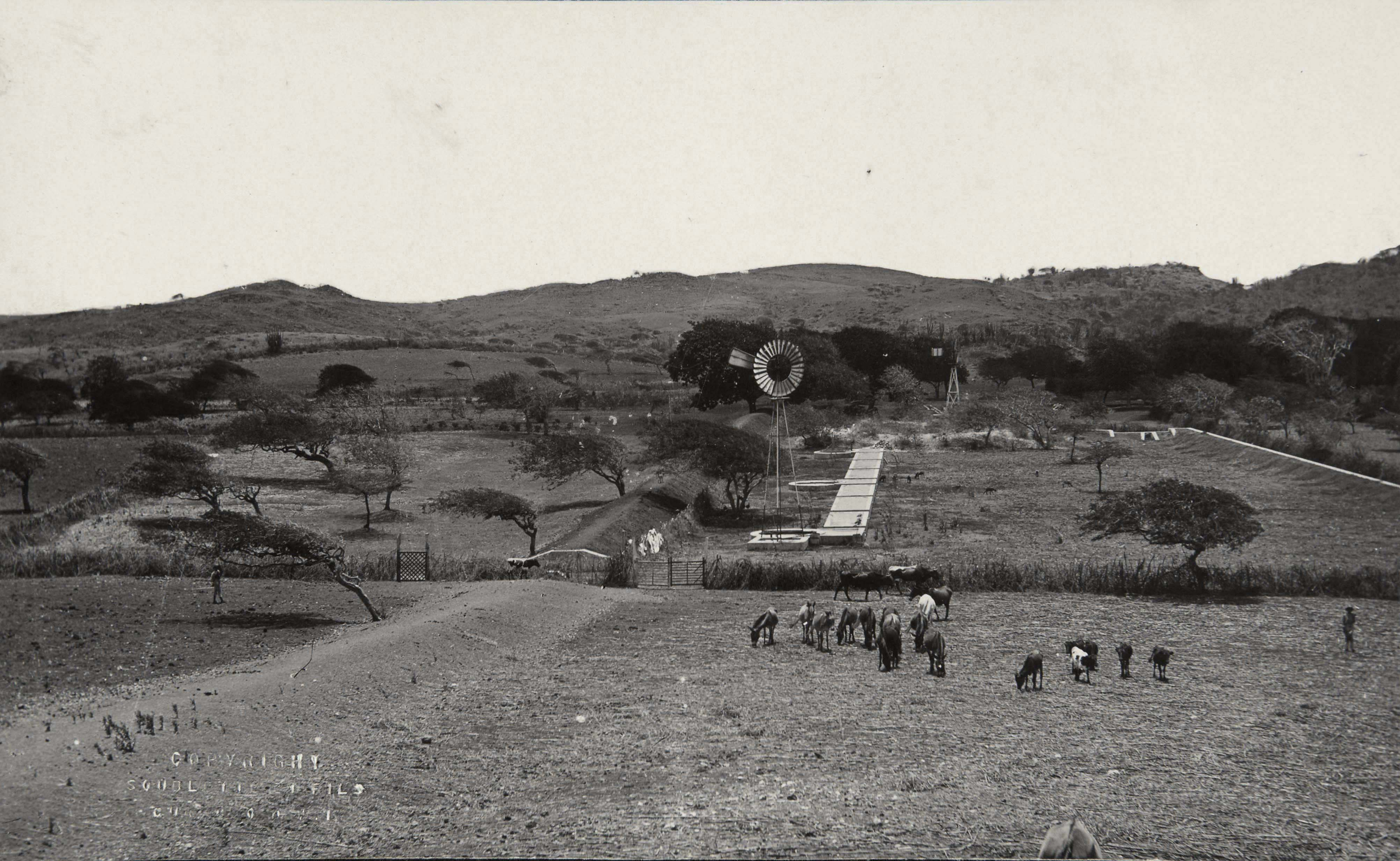
Plantage Savonet rond 1900
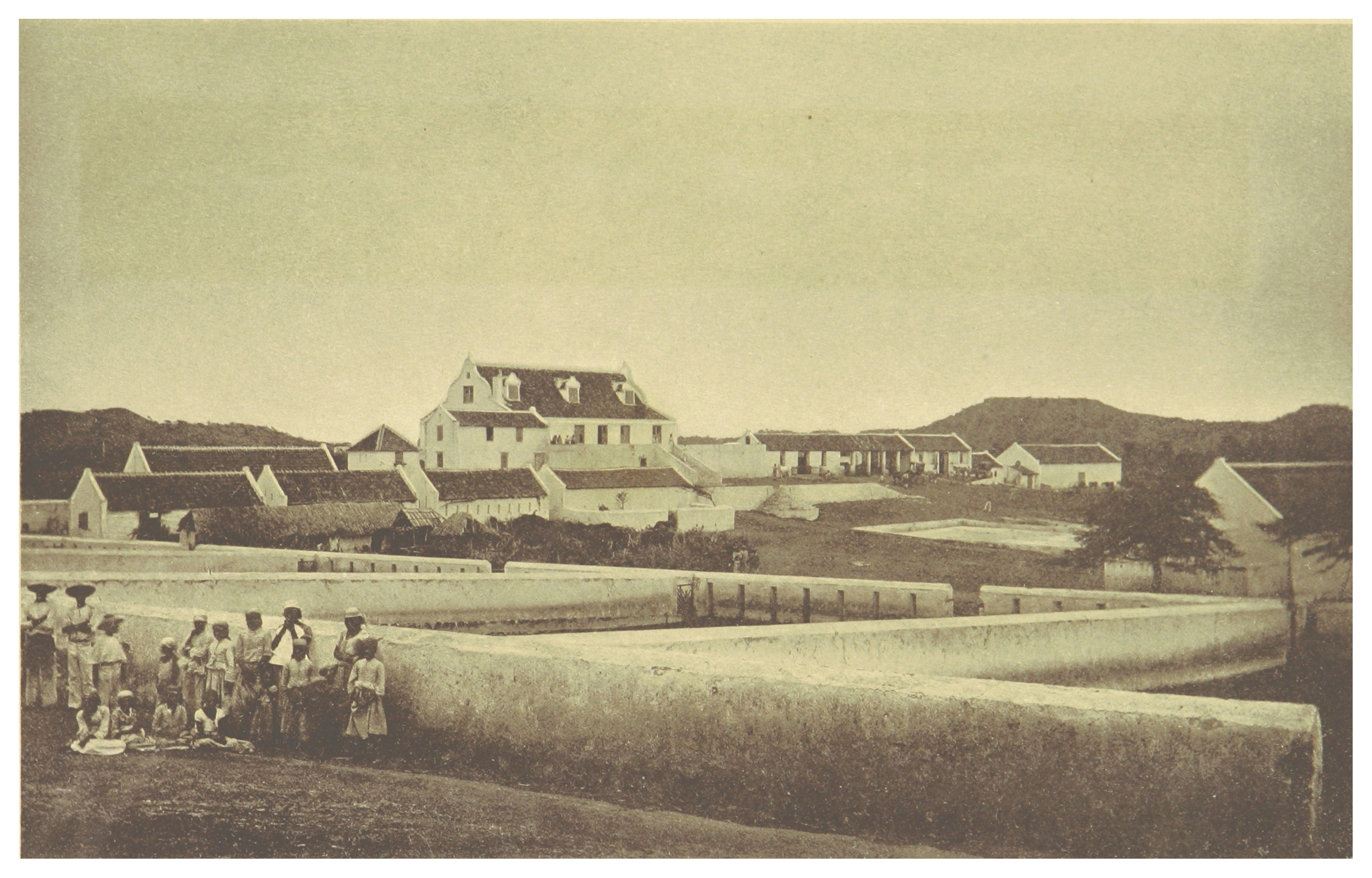
Savonet met omringende gebouwen in 1887. De meeste bijgebouwen werden gesloopt bij de openstelling van het park in 1978
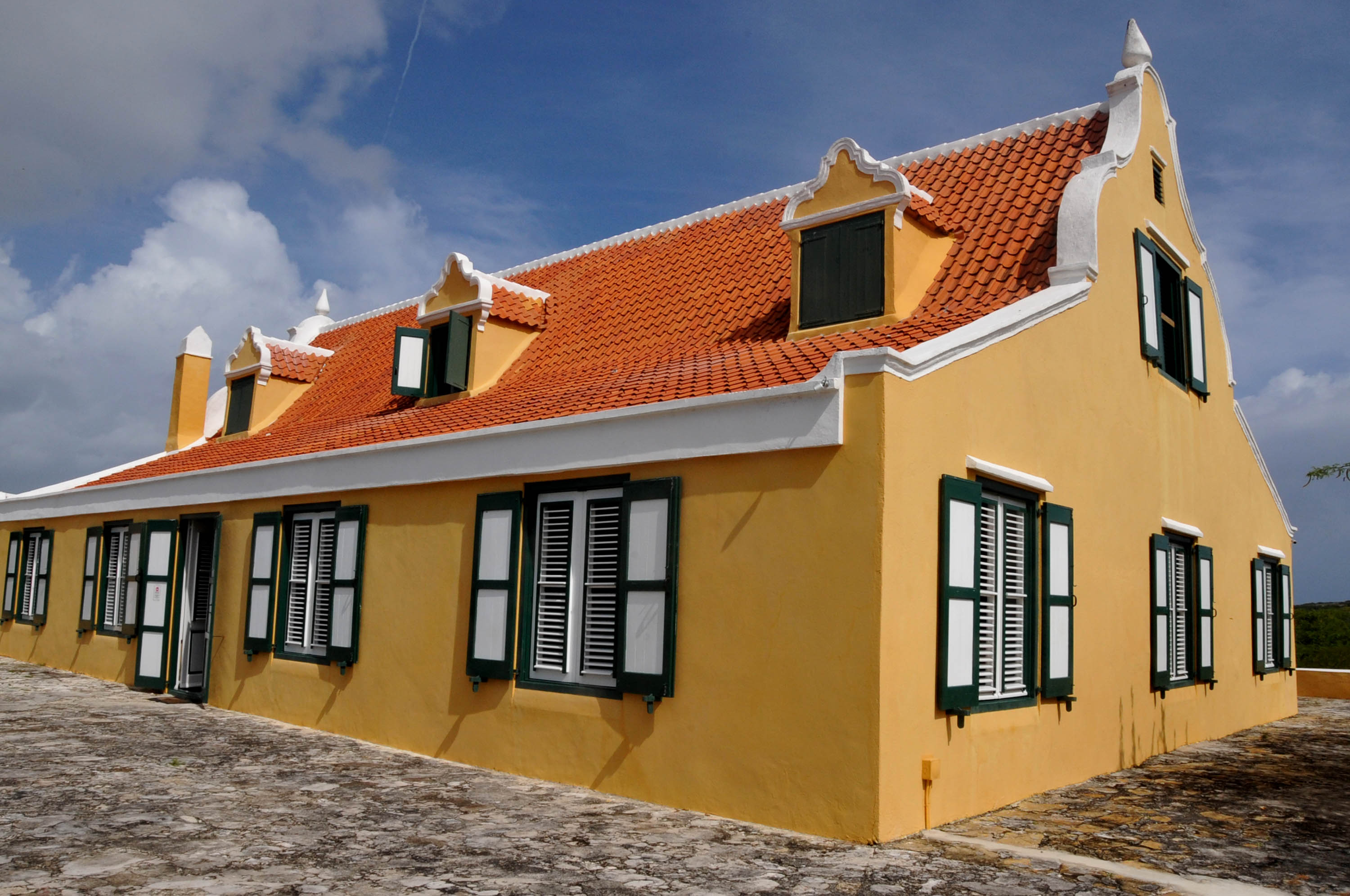
Het in Curaçaose barok opgetrokken Landhuis Savonet werd in 2009 gerestaureerd en huisvest al sinds de opening van het park een museum

### Mijnbouwpogingen
Rond 1877 ontdekten enkele Amerikanen rijke koperetslagen op een stuk grond genaamd 'Severeyn'. Eigenaar van Savonet Jacob Bennebroek van der Linde Schotborgh kocht dit stuk grond aan om het te ontginnen en dacht in de jaren 1880 zelfs na over een spoorlijn van Savonet naar Westpunt met een heuse uitvoerhaven. In de decennia erna werd een eerste schacht gegraven, maar met de dood van Schotborgh in 1903 kwam het project tot stilstand. Hoewel proeven in 1909 en 1910 er al op wezen dat de ertslagen te klein waren om winstgevend te kunnen winnen werd in 1921 toch een tweede poging gedaan door een consortium onder leiding van mijnbouwkundige Wopke Aurelius Knol (van de Universiteit Delft), maar de ertslagen bleken zover uit elkaar te zitten dat winning niet haalbaar bleek. Een andere ertslaag bij Seru Hoba bleek eveneens te klein om te kunnen winnen. Tussen 1880 en 1882 werd in opdracht van John Godden het mijnbouwcomplex Newtown opgericht om te zien of er mangaan gewonnen kon worden in een dagbouwmijn, maar dit bleek niet lonend. De ruïnes van Newtown zijn nog aanwezig nabij Jeremi. 
Rond 1890 werd door Savonet geld verdiend met de verkoop van houtskool, die met name werd geoogst uit Prosopis juliflora en dividivi.

### Ontstaan en ontwikkeling van het park
In 1965 werd Savonet met geld van de Nederlandse regering aangekocht door de Curaçaose autoriteiten op voorwaarde dat het een natuurreservaat zou worden. In 1972 werd het gebied in beheer gegeven aan de stichting Stinapa (later CARMABI; Caribbean Research and Management of Biodiversity). Nadat Stinapa voldoende gelden had verworven om er in samenwerking met de Dienst Openbare Werken en het Ministerie van Landbouw, Veeteelt en Visserij (LVV) de nodige infrastructuur (totaal 52 kilometer) aan te leggen en de Wageningse landschapsarchitect Jan Voskens een inrichtingsplan had gemaakt, kon het park In 1978 als nationaal park voor het publiek worden geopend. Het had toen een omvang van 1400 hectare. In de eerste jaren stond het park voor grote uitdagingen zoals bewoners die hekken openknipten om er te kunnen blijven jagen en stropen (en waardoor ook vee het park in kon lopen), bezoekers zich schuldig maakten aan diefstal van planten of stenen en vooral de ongeveer 2000 geiten en (in mindere mate) ezels die er losliepen en omdat ze soms een eigenaar hadden niet konden worden afgeschoten. De geiten en ezels veroorzaakten veel schade aan de planten. In 1993 werd echter een verbod op beweiding ingesteld, dat streng gehandhaafd wordt. Hierdoor was het aantal geiten in 2015 gedaald van 1 geit per hectare naar 0,1 geit per hectare, waardoor de vegetatie zich snel kon herstellen.  In 1999 werd het park vergroot met ongeveer 240 hectare toen met Nederlandse subsidie een deel van het heuvelgebied van Jeremi kon worden aangekocht.

## Flora en fauna
De flora in het Christoffelpark is als gevolg van de hogere ligging en sterkere regenval gevarieerder dan elders op Curaçao. De biodiversiteit in het park is de hoogste van de ABC-eilanden. Het park biedt een gevarieerd landschap waar 21 van de 22 soorten plantengemeenschappen op het eiland voorkomen en 67% van de plantsoorten van het eiland. Ook omvat het park een van de laatste grote open bosgebieden. Het park telt ongeveer 50 zeldzame plantensoorten, waarvan 4 die endemisch zijn op Bonaire en Curaçao. Er groeien onder andere 4 wilde orchideeënsoorten, waaronder de zeldzame Myrmecophila humboldtii en Brassavola nodosa. Verder groeien er sabalpalmen en vele bomen en soms metershoge cactussen. Enkele veel voorkomende soorten zijn: acacia, agave, aloë, baardmos, spaans mos, bromelia, dividivi, flamboyant, kalebas, manzanilla, meloencactus, nopalcactus, paragras, passiebloem, pokhout, schijfcactus, slangecactus, tamarinde, verfhout, West-Indische kers, wilde salie en zuilcactus.
De fauna omvat het Curaçaos konijn, het Curaçaos witstaarthert, boomhagedissen, groene leguanen, roodbilkikkers, grotten- of zweepspinnen, zilver- en zweepslangen. 
Het park is samen met Shete Boka uitgeroepen tot Important Bird Area. Tot de hier veelvoorkomende vogelsoorten behoren onder meer de Amerikaanse bonte scholekster, Caribische spotlijster, gele en oranje troepiaal, groene (blauwstaart-) en rode (of muskiet)kolibrie, Curaçaose kerkuil (Tyto alba bargei), naaktoogduif, suikerdiefje, West-Indische parkiet en witbuikelenia. Drie roofvogelsoorten die in het park nestelen zijn de Amerikaanse torenvalk (kinikini), kuifcaracara (warawara) en witstaartbuizerd. Ook leven ongeveer 300 rode flamingo's in het park.

## Routes en activiteiten
In het park zijn 4 autoroutes en 8 wandelroutes, waaronder een wandeling naar de top van de Christoffelberg. 
In het park worden verschillende activiteiten georganiseerd zoals herten spotten bij zonsondergang, een pick-up safari,  de 'Savonet-geschiedenistour' en de Christoffelbergklim. 
Het park kan worden bezocht onder begeleiding van een parkranger of op eigen gelegenheid.

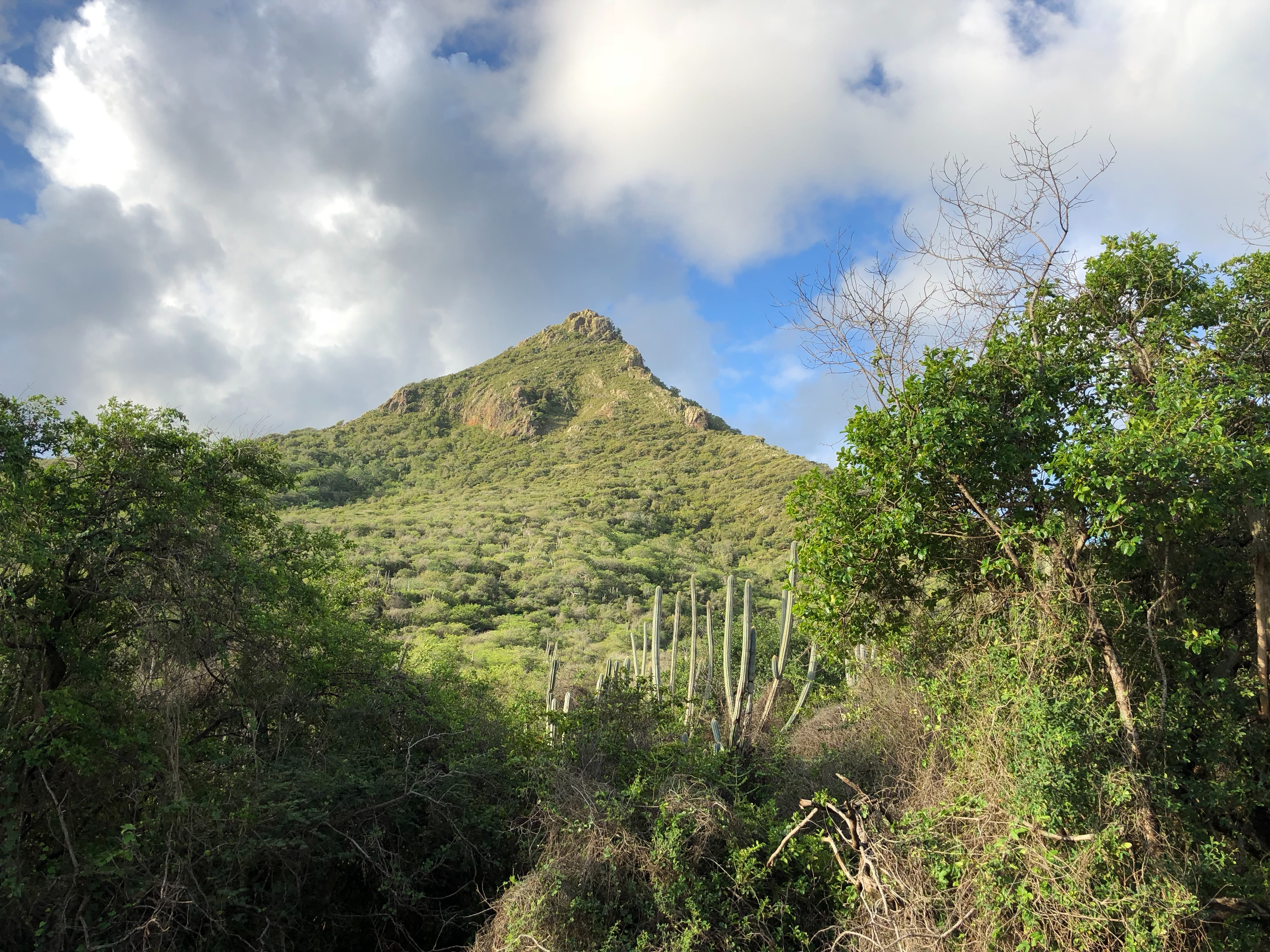
De Christoffelberg
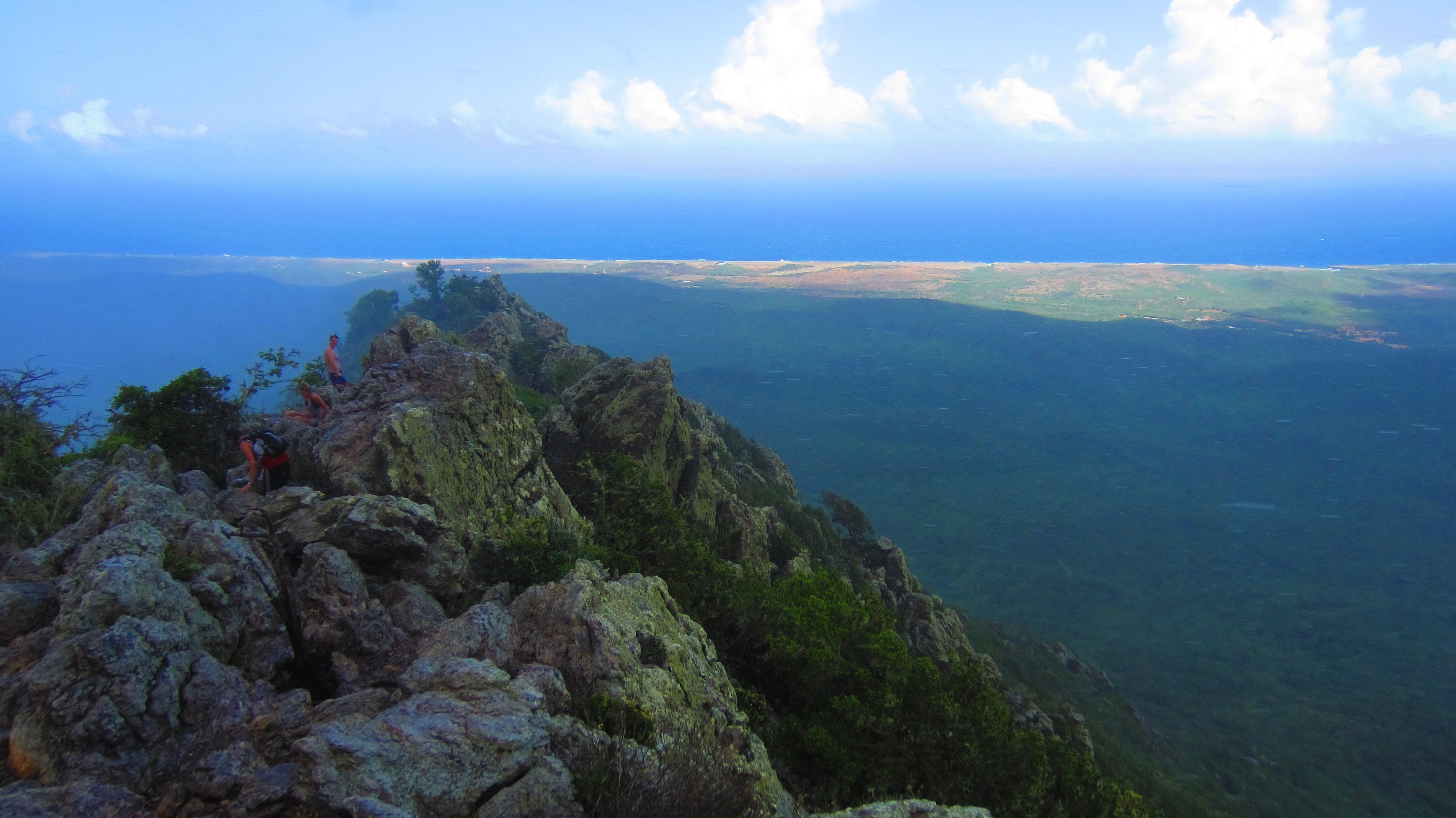
Piek van de Christoffelberg
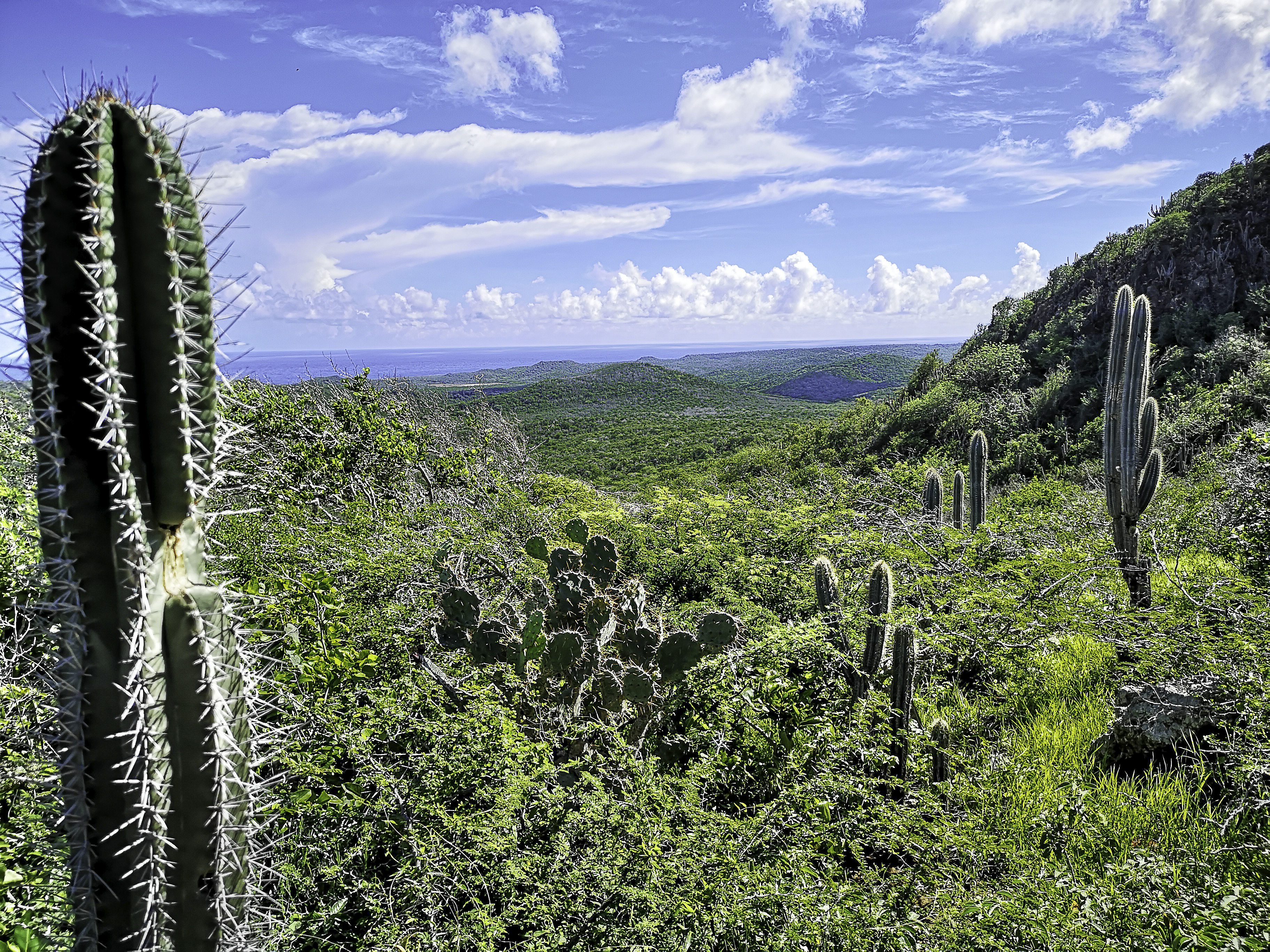
Cactussen en andere vegetatie op de Christoffelberg
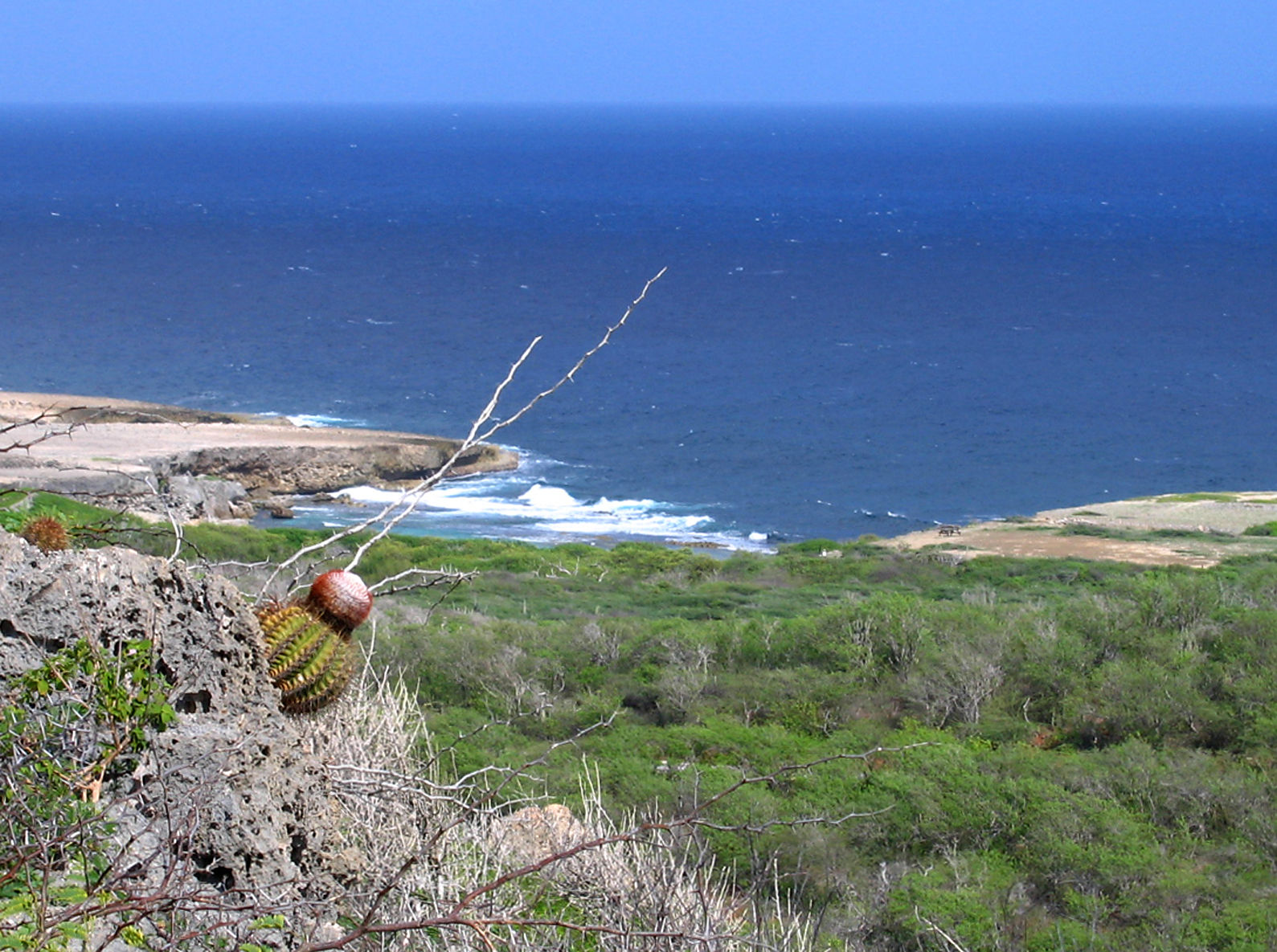
Uitzicht op de noordkust en Boka Grandi
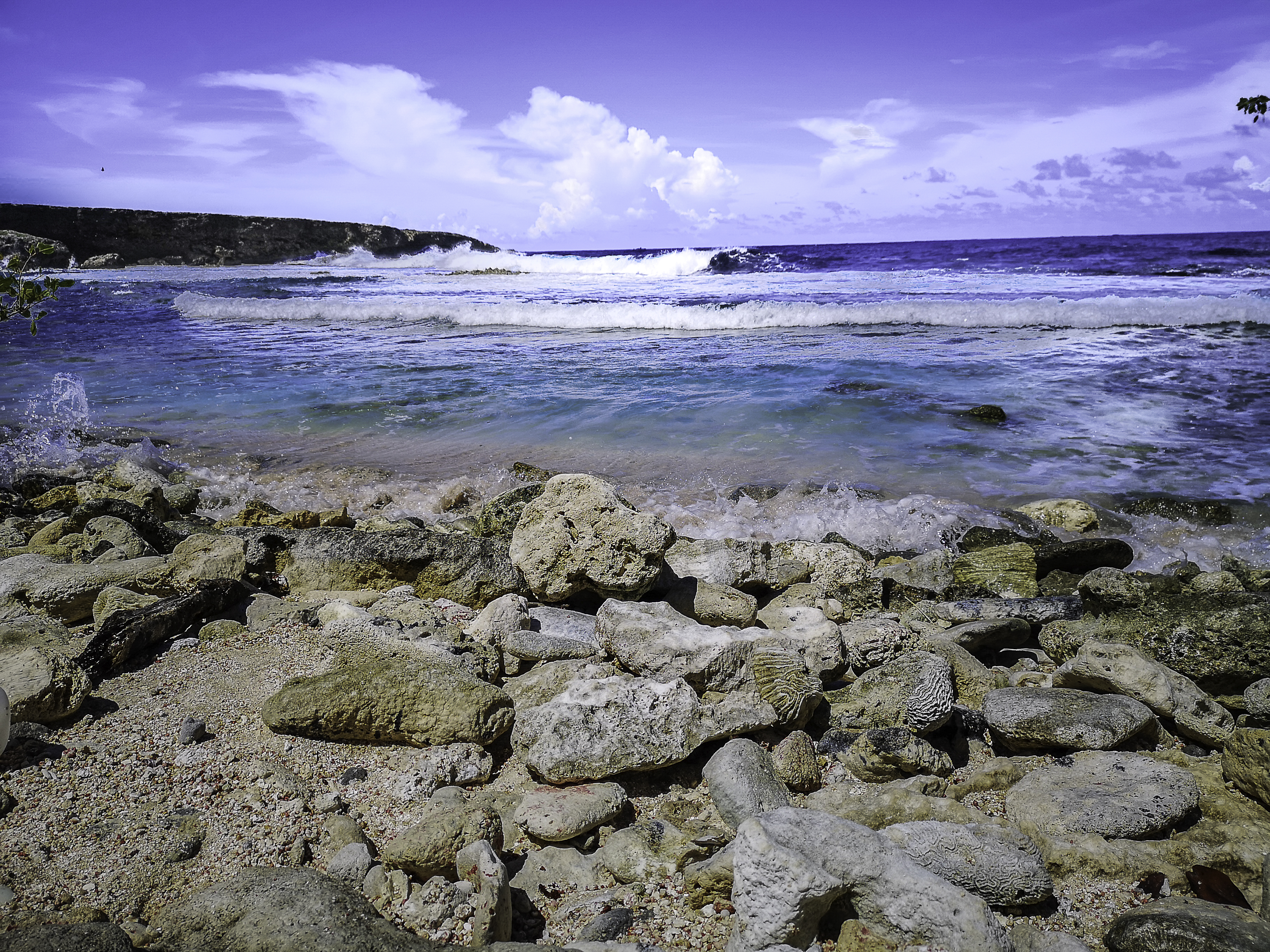
Boka Grandi gezien vanaf de kustlijn
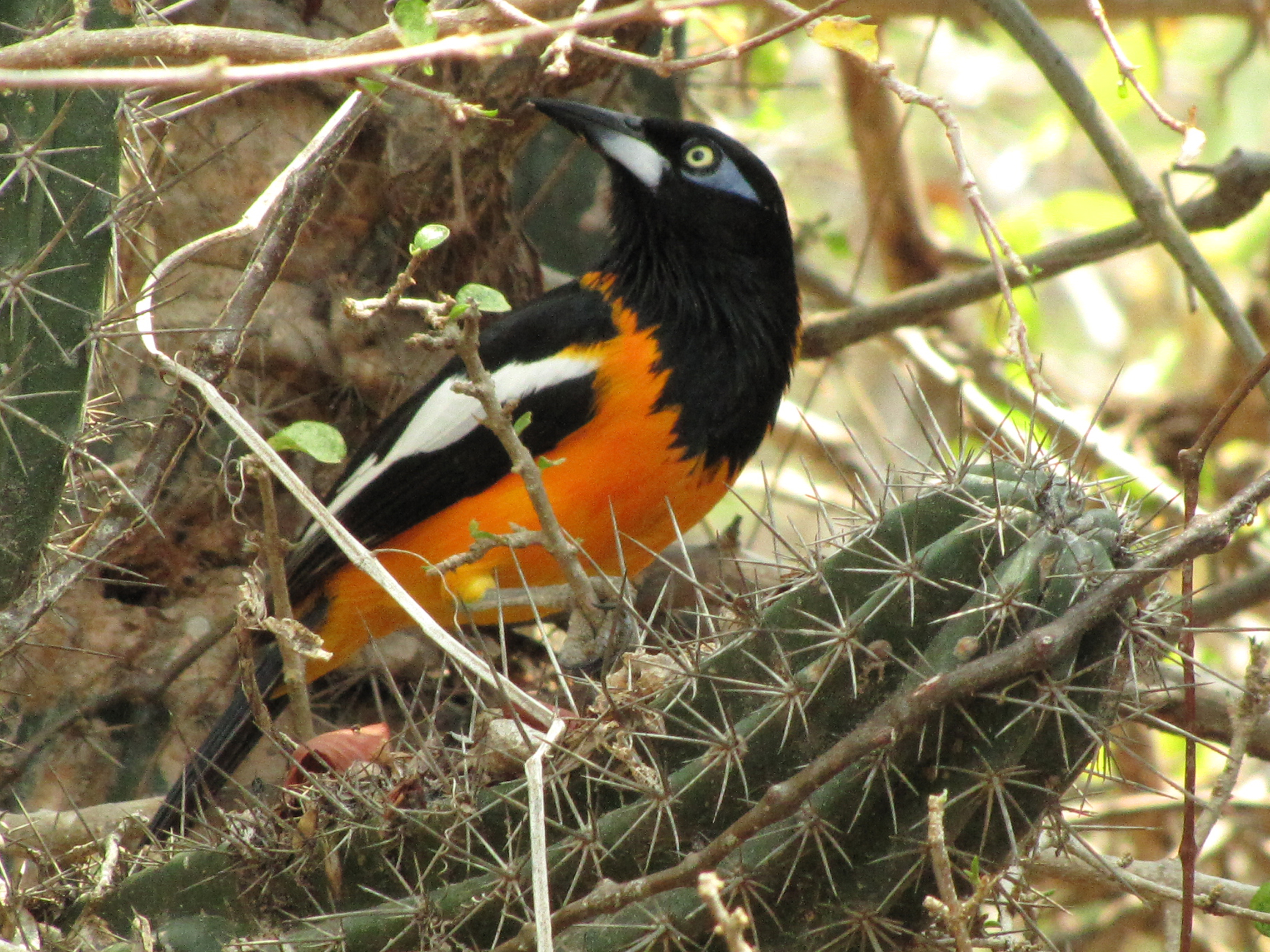
Oranje troepiaal in het park
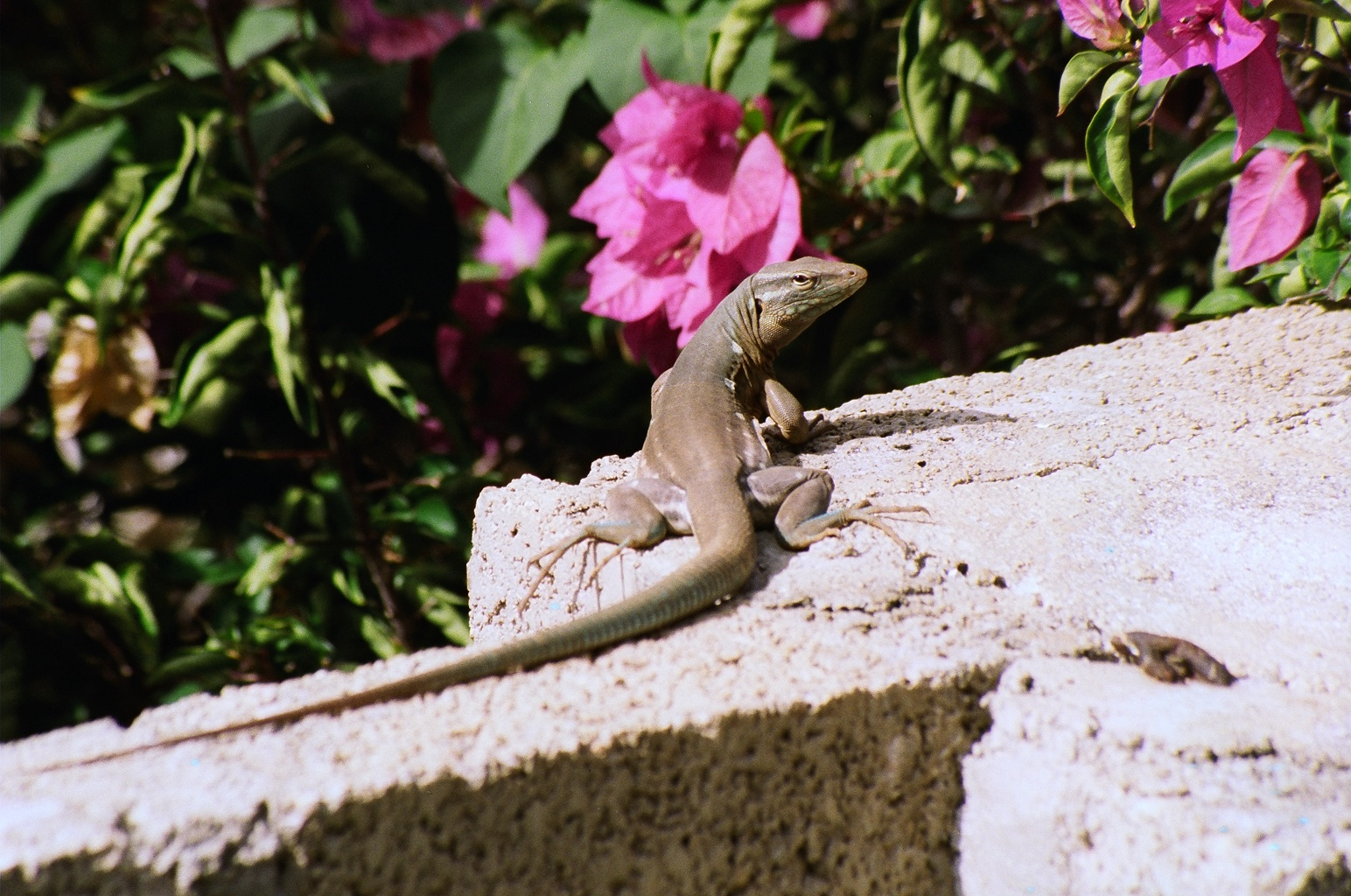
Hagedis
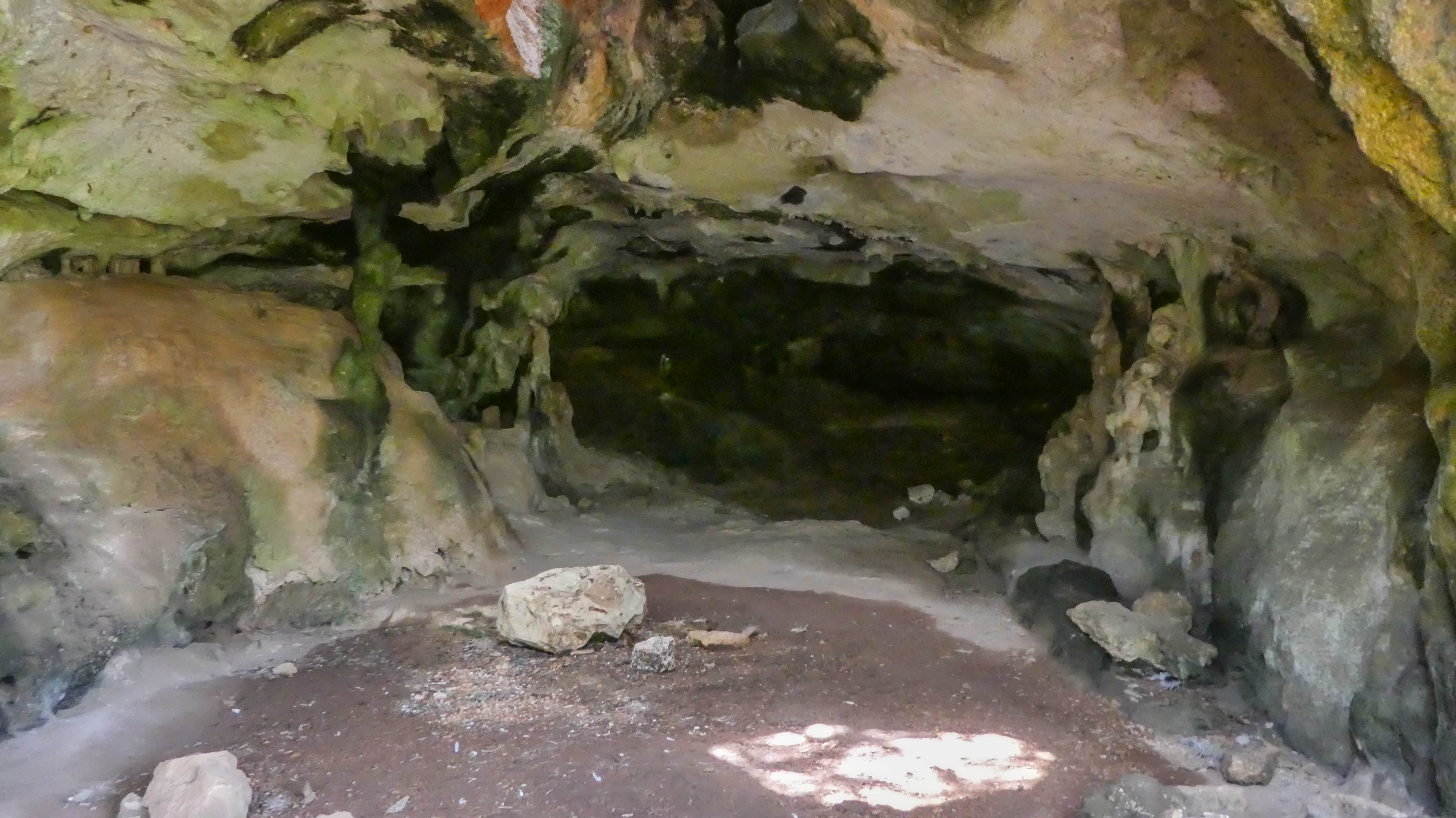
Interieur van een van de Kueba Bosá-grotten